# Arca de la Portella
L'Arca de la Portella és un dolmen de la comuna d'Aiguatèbia i Talau, a la comarca del Conflent, de la Catalunya del Nord.
Està situada a la zona central - oriental del terme comunal d'Aiguatèbia i Talau, a prop al sud-oest del poble de Talau.
Citat i localitzat per Jean Abelanet, les recents recerques de megàlits a la Catalunya del Nord afirmen no haver-lo tornat a trobar.